# ORF Sport +
ORF Sport + (vormals ORF Sport Plus) ist ein Sport-Spartenkanal des ORF, sein Programm wird über Astra und im Kabel ausgestrahlt. Vor dem Umbau von TW1 zu ORF III teilte sich der Sender die Frequenz mit dem Tourismus- und Wetterkanal.

## Geschichte

Logo bis 26. Oktober 2011

Logo bis 16. Juni 2024

Im Mai 2000 startete der ORF eine regelmäßige Sportschiene im ehemaligen Sender TW1. Sonst eher vernachlässigte Randsportarten bekamen hier eine ausführliche Berichterstattung. Sowohl Live-Übertragungen als auch Magazinsendungen wurden auf TW1 wöchentlich mehrmals ausgestrahlt. Seit dem Start von ORF Sport Plus am 1. Mai 2006 werden die Sportsendungen des ORF in Form des eigenen Sport-Spartensenders gesendet.
Seit dem 22. Oktober 2007 wird er über den Mux B in allen Bundesländern Österreichs über DVB-T ausgestrahlt. In der programmfreien Zeit wurde – im Gegensatz zu Kabel und Satellit – eine Hinweistafel und als Ton der Radiosender Ö3 ausgesendet. Nachdem TW1 eingestellt wurde, sendete der ORF sein Sportprogramm 24 Stunden am Tag.
Am 15. Juli 2009 teilte der ORF-Informationsdirektor Elmar Oberhauser mit, dass der Sender 2010 aus Kostengründen eingestellt werde. Durch das ORF-Gesetz wurde das Programm aber gesichert und soll ausgebaut werden.
Am 26. Oktober 2011 wurde ORF Sport + zu einem 24-Stunden-Spartenkanal ausgebaut. Der Sender übernahm die bislang mit Hitradio Ö3 TV geteilte Antennenfrequenz und erhielt neue Sat- und Kabelplätze.
Für den 24. Oktober 2014 wurde eine High Definition (HD) Version des Senders angekündigt.

## Programm
Gezeigt werden Sportarten wie Leichtathletik, American Football, Badminton, Wintersport, Eishockey (auch Weltmeisterschaften), Fußball (auch Wiederholungen älterer Fußballspiele), Landhockey, Radsport, Motorsport, Tennis, Golf, Volleyball, Handball, Tanzen, Pferdesport, Schwimmen, Segeln, Behindertensport, Yoga etc. Im August 2011 wurde auch live von der heimischen Faustball-WM berichtet.

### Einschränkungen
Aufgrund von Vorschriften durch die Medienbehörde KommAustria darf ORF Sport + keine sogenannten „Premium-Sportarten“ übertragen. Dazu gehören jene Bewerbe, „denen in der österreichischen Medienberichterstattung breiter Raum zukommt“, wie beispielsweise die Fußball-Bundesliga, der Alpine Skiweltcup oder auch die Formel 1. Somit werden auf dem Sender hauptsächlich Randsportarten live übertragen. Diese Regelung kann in seltenen Fällen dazu führen, dass auf drei der vier ORF-Sender (ORF 1, ORF 2 und ORF Sport +) gleichzeitig Sportübertragungen gezeigt werden.

## Empfangsdaten
Über DVB-T2 ist der Sender in den Landeshauptstädten Österreichs auf Mux B empfangbar, seit 2021 wird er von der RAS auch in Südtirol ausgestrahlt. Im Kabel ist ORF Sport + in Österreich und Liechtenstein, sowie in einigen Kabelnetzen in Deutschland, Slowenien, Polen und Ungarn empfangbar. 
Seit Ende Juli 2014 kann man ORF Sport + in HD über Satellit empfangen. Zum Entschlüsseln wird eine ORF Digital Sat-Karte benötigt. Die Ausstrahlung in der SD-Sendenorm wurde am 4. Dezember 2023 beendet.
- Satellit: Astra 19,2° Ost
- Transponder: 5
- Downlink-Frequenz: 11,273 GHz
- Polarisation: Horizontal
- Symbolrate: 22.000
- FEC: 2/3
- Video-PID: 3090
- Audio-PID: 3091
- PCR-PID: 3090